# ديف سكوت (مصمم رقص)
ديف سكوت (بالإنجليزية: Dave Scott) هو مصمم رقص أمريكي، ولد في 1972 في كومبتون في الولايات المتحدة.

## وصلات خارجية
- الموقع الرسمي
- ديف سكوت على موقع IMDb (الإنجليزية)
- ديف سكوت على موقع قاعدة بيانات الفيلم (الإنجليزية)